# Музей королевских военно-воздушных сил
Музей Королевских военно-воздушных сил (англ. Royal Air Force Museum London, RAF Museum London) — музей, расположенный на территории бывшего аэродрома Хендон на севере Лондона, посвященный истории авиации и Королевских военно-воздушных сил Великобритании. Музей является зарегистрированной благотворительной организацией и спонсируется министерством обороны Великобритании. Вторая часть коллекции представлена в Музее Королевских ВВС в Косфорде, недалеко от Бирмингема (англ. Royal Air Force Museum Cosford, RAF Museum Cosford).

## История
Территория бывшего аэродрома Хендон в Лондоне была выбрана для музея из-за своей многолетней истории, связанной с авиацией. 15 ноября 1972 года Королева Великобритании официально открыла музей Королевских ВВС в Лондоне. На момент открытия коллекция музея насчитывала 36 самолётов.
В последующие годы музеем были приобретены ещё более 130 самолётов, часть из которых выставлена в музее в Косфорде, а часть находится в запасниках и на реставрации.
Коллекция музея Королевских ВВС в Лондоне на конец 2010 года насчитывала более 100 самолётов со всего мира, от первых летательных аппаратов до современных реактивных боевых самолётов.

## Коллекция

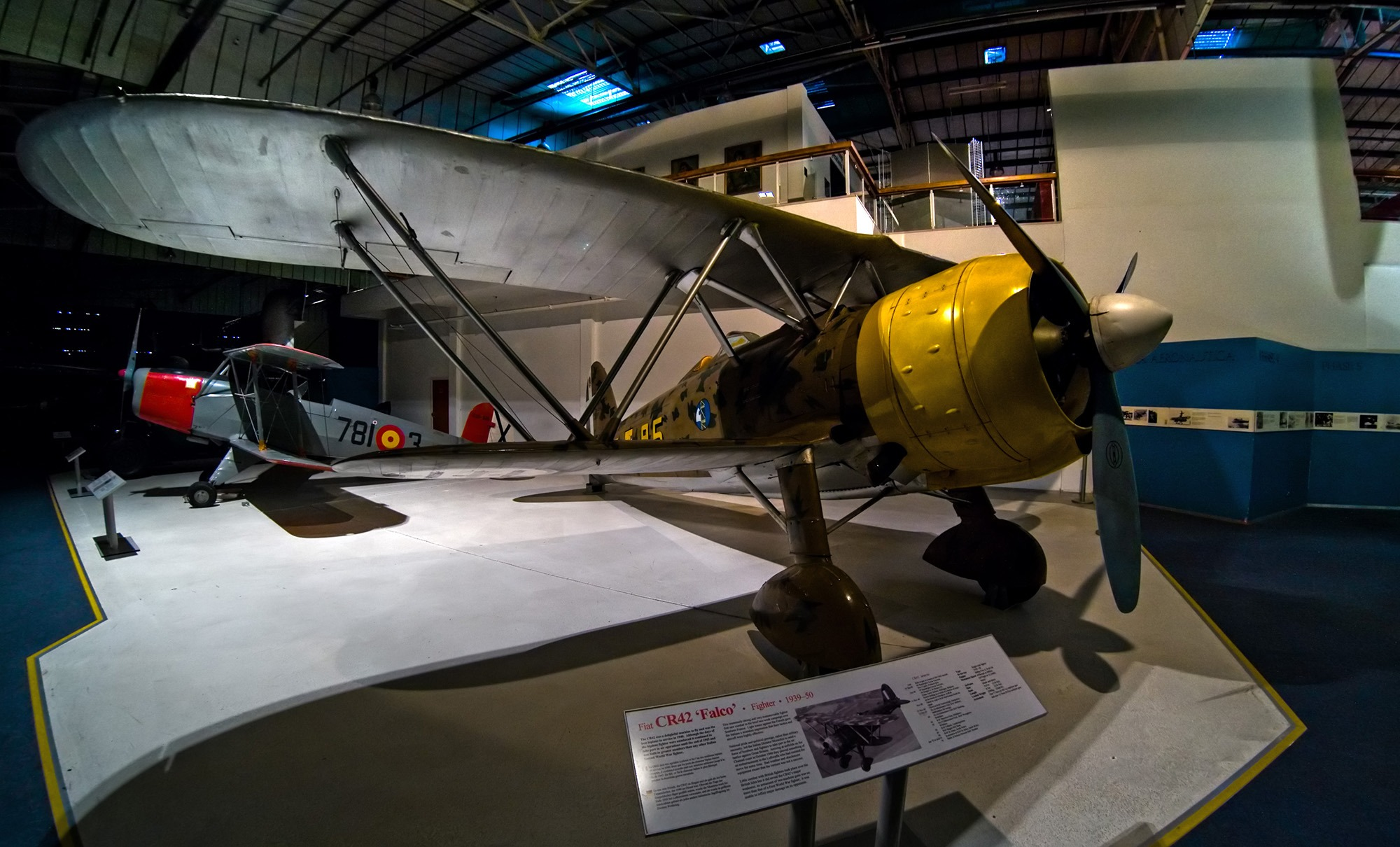
CR 42 Falco в зале битвы за Британию

Музей Королевских ВВС в Лондоне состоит из пяти выставочных залов:
- Вехи истории полетов (Milestones of Flight)
- Зал бомбардировщиков (The Bomber Hall)
- Исторические ангары (Historic Hangars)
- Зал битвы за Британию (The Battle of Britain Hall)
- Завод Грэхэма-Уайта (The Graham-White Factory)

Среди экспонатов музея, сохранившиеся в единственном экземпляре в мире истребители-бомбардировщики времен Второй мировой войны Hawker Typhoon и Boulton Paul Defiant. Здесь же можно увидеть один из двух сохранившихся бомбардировщиков Vickers Wellington, а также бомбардировщик Avro Lancaster «S-Sugar», совершивший 137 боевых вылетов.
История развития современной реактивной военной авиации представлена такими самолётами как McDonnell Douglas Phantom FGR2, Avro Vulcan B2, BAe Harrier GR3, Eurofighter Typhoon, Panavia Tornado и многими другими.

## Дополнительные сведения
Адрес музея: Grahame Park Way, London, NW9 5LL.
Часы работы: ежедневно с 10:00 до 18:00 (Graham-White Factory — с 10:00 до 12:00, Battle of Britain Hall — с 12:00 до 18:00).
Вход в музей бесплатный, дети до 16 лет должны сопровождаться взрослыми.